# 포카란 2차 핵 실험
포카란 2차 핵 실험은 1998년 라자스탄 주 포카란의 지하 핵 실험장에서 실시된 인도의 2차 핵실험이다. 인도의 마지막 핵 실험이자 최초의 수소폭탄 핵 실험이다. 작전명은 샥티 작전이다. 샥티는 산스크리트어로 "신성(神聖)한 힘"을 뜻한다.

## 역사
1974년 1차 핵 실험은 핵출력 TNT 12 kt의 플루토늄 핵분열탄으로 1회 실시했다. 미국 USGS에서는 리히터 규모 5.0의 지진을 관측했다.
1998년 2차 핵 실험은 5차례에 걸쳐 여러 발의 핵폭탄을 터뜨렸으며, 최대 규모는 핵출력 TNT 45 kt 수소폭탄이었다. 미국 USGS에서는 1998년 5월 11일 10시 13분 41초(UTC)에 진앙 북위 27.105도, 동경 71.802도, 진원 0.0 km에서 리히터 규모 5.2의 지진이 발생한 것을 관측했다.

## 파키스탄
인도의 포크란-II 핵실험은 파키스탄 차가이-I 핵실험을 초래했다.

## 같이 보기
- 미소짓는 부처 - 인도의 1차 핵 실험